# 角古君
闘鶏国造（つげこくぞう、生没年不詳）とは、『日本書紀』に登場する古墳時代の豪族。闘鶏国造（国造）の一人。本名は不詳。

## 概要
国造の一つである闘鶏国造の人物で、『日本書紀』には忍坂大中姫への不敬から允恭朝に稲置の姓に降格したことが見える。

## 皇后への暴言
允恭天皇2年（推定413年）、忍坂大中姫（おしさか の おおなかつひめ）が皇后となり、名代部として、「刑部」（おしさかべ）が制定された。皇后がまだ未婚だった時代、一人で苑で遊んでいた折に、
『日本書紀』でこの闘鶏国造の名は記されない。このあと、数々のぞんざいな応対があり、皇后は、
とおっしゃった。皇后になった忍坂大中姫は、馬にのって「蘭」（あららぎ）を求めたものを捜し当て、昔日の罪を責めて殺そうと思ったが、
と弁解したので、皇后は死刑を赦して、姓をおとして稲置にした。